# Fiorde de Ide

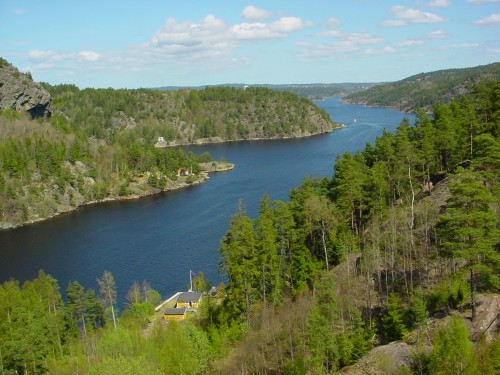
Fiorde

Fiorde de Ide (em sueco: Idefjorden; em norueguês: Iddefjorden) é um fiorde que faz a fronteira entre a Suécia e a Noruega. Está  situado entre a província sueca da Bohuslän e o condado norueguês (fylke) de Viken. A pouca distância da desembocadura do fiorde no Estreito do Escagerraque, fica no lado sueco a zona comercial de Svinesund, perto da qual passa a moderna Ponte de Svinesund, conectando os dois países.
No lado norueguês, fica situada a cidade de Halden, na proximidade da qual existe uma ilha desabitada e tornada reserva natural: Brattøya.